# Festuca atlantica
Festuca atlantica là một loài thực vật có hoa trong họ Hòa thảo. Loài này được Duval-Jouve mô tả khoa học đầu tiên năm 1859.